# Украина на «Детском Евровидении — 2023»
Украина участвовала в «Детском Евровидении — 2023», которое прошло 11 ноября 2023 года в Ницце, Франция. Украинский телевещатель НОТУ выбрал представителя Украины с помощью национального отбора, который прошёл 17 июня 2023 года. Страну на конкурсе представила Анастасия Димид с песней Квітка. На конкурсе участница заняла 5 место, набрав 128 баллов.

## Национальный отбор
17 июня 2023 года Национальная общественная телерадиокомпания Украины объявила об участии Украины на Детском песенном конкурсе Евровидения 2023 и о начале приёма заявок на участие в Национальном отборе, продолжавшемся до 9 июля.
Музыкальным продюсером отбора стала певица Светлана Тарабарова. Лозунгом отбора — «Мрій сміливо!»:
Было подано 143 заявки на участие в отборе. 13 июля телеканал НОТУ опубликовал лонглист десяти участников отбора, в который вошли трио 3'beauties, Полина Бабий, Анастасия Белибова, Денис Грищук, Анастасия Димид, Анна Дойна, Артем Котенко, Анастасия Пьех, Екатерина Яворская и Ника Яровенко. После этого при участии музыкального продюсера Светланы Тарабаровой и экспертного совета в составе DEMCHUK, KHAYAT и Евгения Хмара было проведено прослушивание участников лонглиста, по результатам которого 24 июля объявили список финалистов Нацотбора:
- трио 3'beauties;
- Полина Бабий;
- Анастасия Белибова;
- Денис Грищук;
- Анастасия Димид.

## На «Детском Евровидении»
Финал конкурса транслировал телеканал Суспiльне Культура, комментаторами которого были Тимур Мирошниченко и Анна Тульева.

### Раздельные результаты голосования
| Раздельные результаты голосования Украины | Раздельные результаты голосования Украины | Раздельные результаты голосования Украины | Раздельные результаты голосования Украины | Раздельные результаты голосования Украины | Раздельные результаты голосования Украины | Раздельные результаты голосования Украины | Раздельные результаты голосования Украины | Раздельные результаты голосования Украины | Раздельные результаты голосования Украины |
| №                                         | Страна                                    | Член жюри A                               | Член жюри B                               | Член жюри C                               | Член жюри D                               | Член жюри E                               | Место                                     | Баллы                                     |                                           |
| ----------------------------------------- | ----------------------------------------- | ----------------------------------------- | ----------------------------------------- | ----------------------------------------- | ----------------------------------------- | ----------------------------------------- | ----------------------------------------- | ----------------------------------------- | ----------------------------------------- |
| 1                                         | Испания                                   | 6                                         | 7                                         | 7                                         | 7                                         | 6                                         | 5                                         |                                           |                                           |
| 2                                         | Мальта                                    | 3                                         | 8                                         | 1                                         | 9                                         | 5                                         | 5                                         | 6                                         |                                           |
| 3                                         | Украина                                   |                                           |                                           |                                           |                                           |                                           |                                           |                                           |                                           |
| 4                                         | Ирландия                                  | 10                                        | 14                                        | 9                                         | 15                                        | 9                                         | 12                                        |                                           |                                           |
| 5                                         | Великобритания                            | 1                                         | 3                                         | 1                                         | 1                                         | 1                                         | 12                                        |                                           |                                           |
| 6                                         | Северная Македония                        | 3                                         | 10                                        | 10                                        | 5                                         | 9                                         | 2                                         |                                           |                                           |
| 7                                         | Эстония                                   | 13                                        | 9                                         | 8                                         | 9                                         | 4                                         | 10                                        | 1                                         |                                           |
| 8                                         | Армения                                   | 4                                         | 2                                         | 5                                         | 2                                         | 3                                         | 2                                         | 10                                        |                                           |
| 9                                         | Польша                                    | 7                                         | 4                                         | 4                                         | 3                                         | 13                                        | 4                                         | 7                                         |                                           |
| 10                                        | Грузия                                    | 12                                        | 7                                         | 4                                         | 13                                        | 10                                        | 9                                         | 2                                         |                                           |
| 11                                        | Португалия                                | 5                                         | 11                                        | 10                                        | 3                                         | 6                                         | 7                                         | 4                                         |                                           |
| 12                                        | Франция                                   | 8                                         | 3                                         | 2                                         | 1                                         | 3                                         | 1                                         | 12                                        |                                           |
| 13                                        | Албания                                   | 9                                         | 5                                         | 14                                        | 15                                        | 14                                        | 11                                        |                                           |                                           |
| 14                                        | Италия                                    | 14                                        | 12                                        | 15                                        | 11                                        | 11                                        | 14                                        |                                           |                                           |
| 15                                        | Германия                                  | 1                                         | 2                                         | 12                                        | 4                                         | 2                                         | 3                                         | 8                                         |                                           |
| 16                                        | Нидерланды                                |                                           |                                           |                                           |                                           |                                           |                                           |                                           |                                           |

### Голосование
| Баллы                                                  | Страна                      |
| ------------------------------------------------------ | --------------------------- |
| 12 баллов                                              |                             |
| 10 баллов                                              |                             |
| 8 баллов                                               | Албания                     |
| 7 баллов                                               | Германия                    |
| 6 баллов                                               | Грузия                      |
| 5 баллов                                               | Нидерланды Польша           |
| 4 балла                                                | Эстония                     |
| 3 балла                                                | Ирландия Северная Македония |
| 2 балла                                                | Италия                      |
| 1 балл                                                 | Великобритания Испания      |
| Украина получила 83 балла по итогам онлайн-голосования |                             |

| Баллы     | Страна             |
| --------- | ------------------ |
| 12 баллов | Великобритания     |
| 10 баллов | Армения            |
| 8 баллов  | Албания            |
| 7 баллов  | Польша             |
| 6 баллов  | Франция            |
| 5 баллов  | Испания            |
| 4 балла   | Германия           |
| 3 балла   | Мальта             |
| 2 балла   | Северная Македония |
| 1 балл    | Эстония            |